# Резня в Буче
Резня́ в Бу́че (укр. Бучанська різанина) — массовое убийство мирных граждан, сопровождавшееся случаями мародёрства, похищений и пыток, совершённое в марте 2022 года в городе Буча Киевской области Украины и его окрестностях, на территориях, которые контролировались российскими войсками в ходе вторжения на Украину. События имеют признаки военных преступлений и преступлений против человечества, в которых обвиняются военнослужащие ВС России. В отчёте Human Rights Watch за 2022 год отмечалось, что это наблюдалось и во многих других населённых пунктах Украины и, таким образом, является устойчивой практикой российских войск.
25 февраля 2022 года в Буче произошли первые боестолкновения между украинскими войсками и российским спецназом. С 5 по 31 марта Буча находилась под контролем российских войск, которые создали в городе тыловую базу для наступления на Ирпень (город, за который весь март шли бои). После того как 1 апреля в Бучу вошли украинские войска, международные информагентства начали публиковать фото- и видеосвидетельства убийств мирных жителей, в совершении которых украинские власти обвинили российских военных. После ухода российских войск на улицах города, в подвале детского лагеря и во дворах домов было найдено более 30 тел людей в гражданской одежде. Ещё 67 тел были эксгумированы из братской могилы у храма Андрея Первозванного. Экспертиза показала, что 40 из них были мирными жителями и что несколько десятков людей погибли в результате артиллерийских или танковых обстрелов с использованием противопехотных снарядов, начинённых флешеттами (металлическими дротиками). По данным украинских властей, после ухода российских войск в Буче и других населённых пунктах в окрестностях Киева было обнаружено более 1000 тел. По данным на 31 октября Управление Верховного комиссара ООН по правам человека задокументировало в Буче убийства 73 мирных жителей, в том числе в результате массовых казней, и работает над проверкой ещё 105 предполагаемых убийств. На памятной доске, установленной в 2023 году, указаны имена 501 местного жителя.
Согласно отчёту Бучанского архивного отдела, в Бучанской городской общине погибли 582 человека, 43 тела оставались неопознанными, 38 жителей Бучи числились пропавшими без вести, и 33 жителя общины находятся в российском плену. По данным «Би-би-си», всего в Бучанском районе за почти месяц российской оккупации были убиты более тысячи мирных жителей. Большинство — около 650 человек, по данным полиции Украины — были застрелены российскими военными. Украинские следователи, местные жители, очевидцы и выжившие жертвы сообщают, что также имели место случаи изнасилований.
Представители международной гуманитарной организации Human Rights Watch заявили о случившемся как о потенциальном преступлении против человечности, отметив при этом, что называть происшедшее геноцидом «слишком рано». Генеральный секретарь Amnesty International Аньес Калламар высказалась, что сообщения из Бучи свидетельствуют о «более обширном шаблоне военных преступлений», совершённых российскими военными, и что их необходимо расследовать.
Независимый отчёт, подготовленный исследователями в области геноцида в конце мая 2022 года, говорит, что хорошо задокументированные массовые убийства и казни в Бучанском районе, а также в других областях Украины, преднамеренные атаки России по путям эвакуации, больницам, неизбирательные бомбардировки жилых районов, изнасилования, кражи зерна и принудительные депортации носят характер геноцида.
Убийства в Буче осудили активисты, политики и деятели культуры России, Украины и многих других стран. Президент Украины Владимир Зеленский и ряд европейских политиков охарактеризовали случившееся как геноцид украинского народа со стороны России.
Россия официально заявила о непричастности своей армии к гибели мирного населения и ложно обвинила украинскую сторону в фабрикации многочисленных доказательств (включающих фото- и видеоматериалы, свидетельства очевидцев и журналистские расследования). Российская сторона пыталась поставить под сомнение правдивость кадров, появившихся в публичном пространстве, распространяя в социальных сетях короткие видеоролики сомнительного качества, воспроизведённые в замедленном режиме и рассказывающие о хорошо организованной постановке и трупах, которые на самом деле были актёрами, играющими роли. Власти РФ преследуют тех, кто упоминает о предполагаемых совершённых армией России военных преступлениях. Заявления России квалифицируются международными СМИ как пропаганда и дезинформация, а приводимые российской стороной аргументы — не заслуживающими доверия. Множество доказательств убийств зафиксировано на видео с дронов, камер наблюдения и телефонов, установлены личности убитых жителей Бучи, обнаружены имена многих участвовавших в преступлениях российских военных.

## Предыстория
24 февраля 2022 года Россия начала вторжение на Украину. 25 февраля российские военные вошли в Бучу, пригород Киева, начались ожесточённые бои. 8 марта Владимир Карплюк — бывший мэр соседнего города Ирпеня — заявил, что Буча полностью контролируется российскими войсками. Во время оккупации в городе оставались около 5 тысяч человек из довоенных 40 тысяч.
По заявлению Минобороны РФ, российские подразделения покинули Бучу 30 марта. По сообщению мэра Бучи, под контроль украинских сил город перешёл 31 марта. При этом секретарь Бучанского горсовета Тарас Шаправский утром 1 апреля сообщал об опасности возвращения в Бучу из-за присутствия в городе российских военных и минирования, об этом же заявила и депутат горсовета Катерина Украинцева. Первые сообщения об обнаружении свидетельств целенаправленных массовых убийств мирных жителей в Буче появились 1 апреля.
З апреля агентство Reuters опубликовало спутниковые снимки американской компании Maxar Technologies от 31 марта, на которых запечатлена траншея размером 45 футов (13,7 м) рядом с церковью Андрея Первозванного в Буче, где позже журналистами агентства было обнаружено массовое захоронение. Maxar Technologies заявила, что начало подготовки могилы для массового захоронения было отмечено ещё 10 марта.

## Ход событий
Российский спецназ появился в Буче 25 февраля, тогда же, вероятно, произошли первые случаи гибели мирных жителей: на дороге около Бучи под огонь попали гражданские автомобили.
Около середины дня 3 марта 2022 украинские силы под давлением наступающей колонны бронетехники РФ оставили Бучу. Через полчаса колонна РФ заняла населённый пункт. 4 марта в регионе началась так называемая «зачистка» — организованная кампания насилия, жестокости и террора против местных жителей, направленная на нейтрализацию их сопротивления с целью подчинения. Подобные действия российские войска уже совершали в прошлом, например, в Чечне. Россияне искали местных жителей по спискам, подготовленным спецслужбами РФ, проверяли каждый дом, искали потенциальные угрозы и устраивали «фильтрацию», ища бойцов-волонтеров и поддерживающих армию Украины гражданских. Найденных пытали и казнили.
Большинство убийств в Буче совершено со стороны прилегающего к ней (отделённого рекой) города Ирпеня. Этот город в марте пыталась захватить российская армия, и рядом с ним находилось больше всего российских военнослужащих. Особенно много убийств было совершено на улице Яблонской, где на 150-метровом участке были застрелены не менее 14 мирных жителей (10 мужчин, 3 женщины и девочка). Кроме того, убийства были сосредоточены в районе улиц Новояблонская, Стеклозаводская, Тарасовская, Центральная, Водопроводная и Вокзальная.

## Обнаружение
Вечером 1 апреля в украинских телеграм-каналах появилось первое видео с телами убитых жителей Бучи, вероятно, снятое днём 1 апреля. 1 апреля корреспонденты «Би-би-си» снимали репортаж в окрестностях Бучи на Житомирском шоссе, а также записали первые свидетельства того, что на улицах Бучи лежат трупы. Кроме того, в тот же день тела на окраинах Бучи сняли фотокорреспонденты Reuters. 2 апреля в город вошли части МВД Украины, которые вели съёмку улиц и не показали тела на улице Яблонской, но в тот же день о телах сообщил вошедший в город вместе с МВД украинский журналист и телеведущий Дмитрий Комаров и опубликовал фотографии погибших. Вечером 2 и 3 апреля тела были показаны группам журналистов иностранных СМИ, которые сообщили, что украинские военные обнаружили на оставленных российскими войсками территориях Киевской области «тела на дорогах, свидетельства убийства гражданских, похожие на казни, массовые захоронения и убитых детей». Мэр города Анатолий Федорук заявил, что в братских могилах в Буче было похоронено не менее 280 мирных жителей, часть из которых погибла от естественных причин, «от голода и холода» или «от миномётных и артиллерийских обстрелов». Старший юрисконсульт Human Rights Watch Айслинг Рейди в комментарии Deutsche Welle отмечала, что в самой Буче, «безусловно, есть военные преступления, потенциальные преступления против человечности, где мы видим, как убивают гражданских лиц, явно убивают в формате суммарной казни». Она также отметила, что ещё «слишком рано» называть произошедшее «геноцидом». Генеральный секретарь Amnesty International Аньес Калламар заявила, что «эти сообщения из Бучи демонстрируют более обширный шаблон военных преступлений, включая внесудебные казни и пытки в других оккупированных районах Украины». The New York Times на основе анализа спутниковых снимков Maxar пришла к выводу, что трупы на улицах Бучи появлялись с 9 марта. Centre for Information Resilience также получил спутниковые фотографии от компании Planet за 21 марта, на которых видны тела на Яблонской улице.
На одном из видео, снятом, вероятно, 25 марта, видно, как предположительно военные находятся рядом с человеком, стоящим на коленях. Через какое-то время человек падает. Время и точные обстоятельства съёмки неизвестны, однако место съёмки точно совпадает с тем, где были найдены тела убитых на Яблонской улице.

### Жертвы

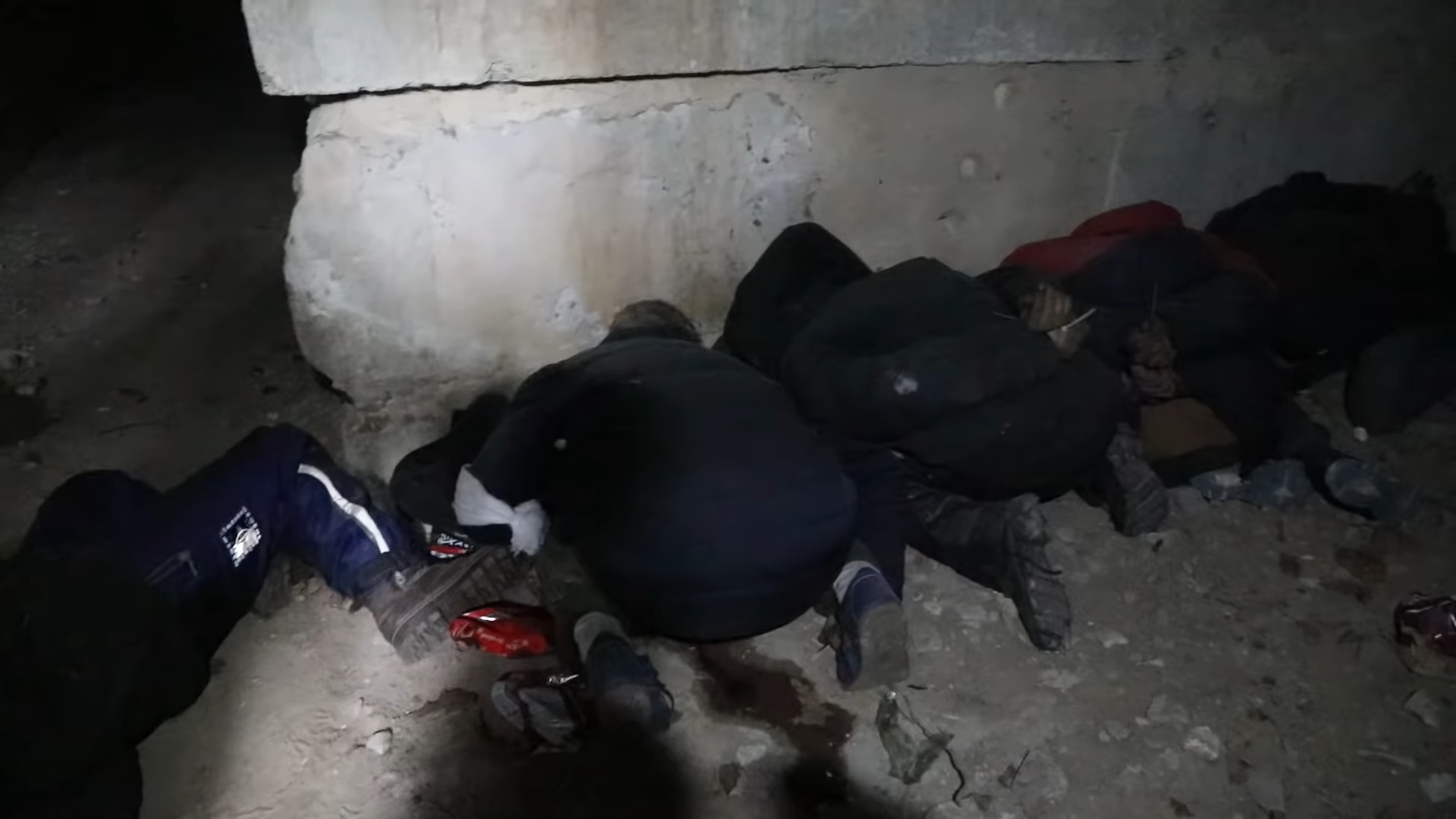
Группа гражданских, расстрелянная в подвале одного из зданий города

По данным Мониторинговой миссии Управления верховного комиссара ООН по правам человека, большинство жертв были мужчинами, но также были женщины и дети. Людей убивали, когда они пытались покинуть Бучу на автомобилях; российские солдаты убивали мужчин, которых они сочли подозрительными, а некоторых из них перед этим пытали; также российские снайперы или солдаты убивали мирных жителей, просто перемещавшихся в поисках предметов первой необходимости.
1 апреля корреспонденты Би-би-си на промежутке дороги в 200 м между сёлами Мрия и Милая Бучанского района обнаружили 13 тел, только 2 из них — в украинской военной форме. По их данным, от места, где стоял российский танк, прослеживается чёткая дуга обстрела всей территории, на которой они лежали. Личности двух человек корреспонденты смогли установить, ими оказалась местная супружеская пара — Ксения и Максим Иовенко. Их расстрел был зафиксирован дроном украинской самообороны. 7 марта их машина остановилась около российского танка (по предположению корреспондентов Би-би-си — возможно, потому, что в неё выстрелили), сразу после остановки мужчина вышел из автомобиля с поднятыми руками и был застрелен. Его жену застрелили в машине. В машине также находились шестилетний сын супругов и пожилая мама одного из их друзей, которые позже были отпущены. Согласно рассказу выжившей женщины, мужчина, когда выходил, кричал о том, что в машине ребёнок, после чего последовал выстрел. Согласно данным корреспондентов Би-би-си, некоторые тела явно пытались уничтожить — по одному или по несколько. На это недвусмысленно указывают обгоревшая одежда, обугленные конечности и обкладывание трупов покрышками.
Human Rights Watch в докладе от 3 апреля 2022 года задокументировала следующие случаи:
- 4 марта российские войска в Буче собрали 40 человек на стоянке у офиса «АгроБутпостача» — в основном женщин, но среди них было и несколько мужчин, старше 50 лет. Женщина, со слов которой записаны показания, сообщила, что когда она сопровождала другую беременную женщину в туалет, то увидела большую лужу крови вдоль стены здания. Через некоторое время после её возвращения российские военные вывели пятерых мужчин, заставили их снять обувь и куртки, поставили их на колени на обочине дороги, натянули футболки им на головы и выстрелили одному из мужчин в затылок. Командир подразделения обратился к собранным женщинам со словами: «Не беспокойтесь. Вы все нормальные — а это грязь. Мы здесь, чтобы очистить вас от грязи». После чего всех, кроме стоящих на коленях мужчин, распустили по домам[74];
- 4 марта в селе Забучье Бучанского района командир подразделения угрожал расстрелять местного жителя и его сына после обыска дома и обнаружения во дворе охотничьего ружья и бутылки с бензином. Другой российский солдат вмешался, чтобы помешать военнослужащему убить их. Данные записаны со слов местного жителя и подтверждены его дочерью в отдельном интервью[74];
- 6 марта российские военнослужащие в посёлке Ворзель Бучанского района бросили дымовую шашку в подвал, а затем застрелили женщину и 14-летнего ребёнка, когда они выходили из подвала, где находились в укрытии. По данным свидетелей, подросток умер сразу от выстрела в голову, женщина скончалась 8 марта от ран[74].

При подготовке ещё одного доклада Human Rights Watch опросила 37 человек. Были задокументированы массовые военные преступления российских солдат, включающие 9 массовых казней, похищения, стрельбу по мирным жителям, в том числе по детям, мародёрство и пытки.
Журналисты Франс-Пресс, прибывшие в Бучу 2 апреля, осмотрели 20 тел убитых — 16 из 20 тел находились на тротуаре или около бордюра, 3 погибших остались посередине дороги, 1 — во дворе разрушенного дома. Рядом с одним из тел лежал открытый паспорт гражданина Украины, руки этого человека были связаны за спиной куском белой материи. У ещё двоих погибших людей белые повязки были на руках. На снимках, которые распространяет агентство Рейтер, видны останки по меньшей мере одной женщины. По оценке журналистов Франс-Пресс и Рейтер, некоторые тела, возможно, пролежали на дороге несколько дней или даже недель. В комментариях журналистам агентства Рейтер местные жители заявили, что эти люди погибли в результате действий российских военных, которые оккупировали город в течение месяца. Русская служба Би-би-си затруднилась сделать выводы, при каких именно обстоятельствах были убиты эти люди. Журналисты Рейтер написали, что они могли быть убиты «осколками, от взрывов или пуль».
Корреспонденты Ассошиэйтед Пресс осмотрели по меньшей мере тела 21 человека в разных местах Бучи. На месте, где, по словам местных жителей, была база российских войск, были обнаружена группа из 9 тел, все в штатском. По оценке журналистов, они были убиты с близкого расстояния. По меньшей мере у двоих были связаны руки за спиной, один был ранен в голову, а ещё у одного были связаны ноги.
Журналисты Ассошиэйтед Пресс получили комментарии от некоторых жителей города:
- Неназванный местный житель рассказал, что российские войска ходили от здания к зданию и выводили людей из подвалов, где они прятались, проверяя их телефоны на наличие признаков антироссийской деятельности, прежде чем забрать их или расстрелять[76];
- Анна Герега рассказала, что российские военные начали стрелять в соседа, который вышел за дровами для отопления: «Они ударили его немного выше пятки, сломав кость, и он упал … Потом отстрелили ему левую ногу напрочь вместе с ботинком. Потом они расстреляли его всего»[76][77];
- Татьяна Недашковская рассказала, что похоронила своего мужа в саду возле их многоквартирного дома после того, как он был задержан российскими войсками и был найден мёртвым вместе с двумя другими на лестничной клетке[78].
- Владимир Пильгуцкий, сказал, что его соседа Павла Власенко увезли российские солдаты, потому что брюки в стиле милитари, которые он носил, и форма, которая, по словам Власенко, принадлежала его сыну-охраннику, выглядели подозрительно. Когда тело Власенко позже нашли, на нём были следы ожогов[78].
- При осмотре тел двух убитых гражданских местные жители сказали журналистам по поводу одного из них — «Он поднял руки вверх, и его застрелили»[76].

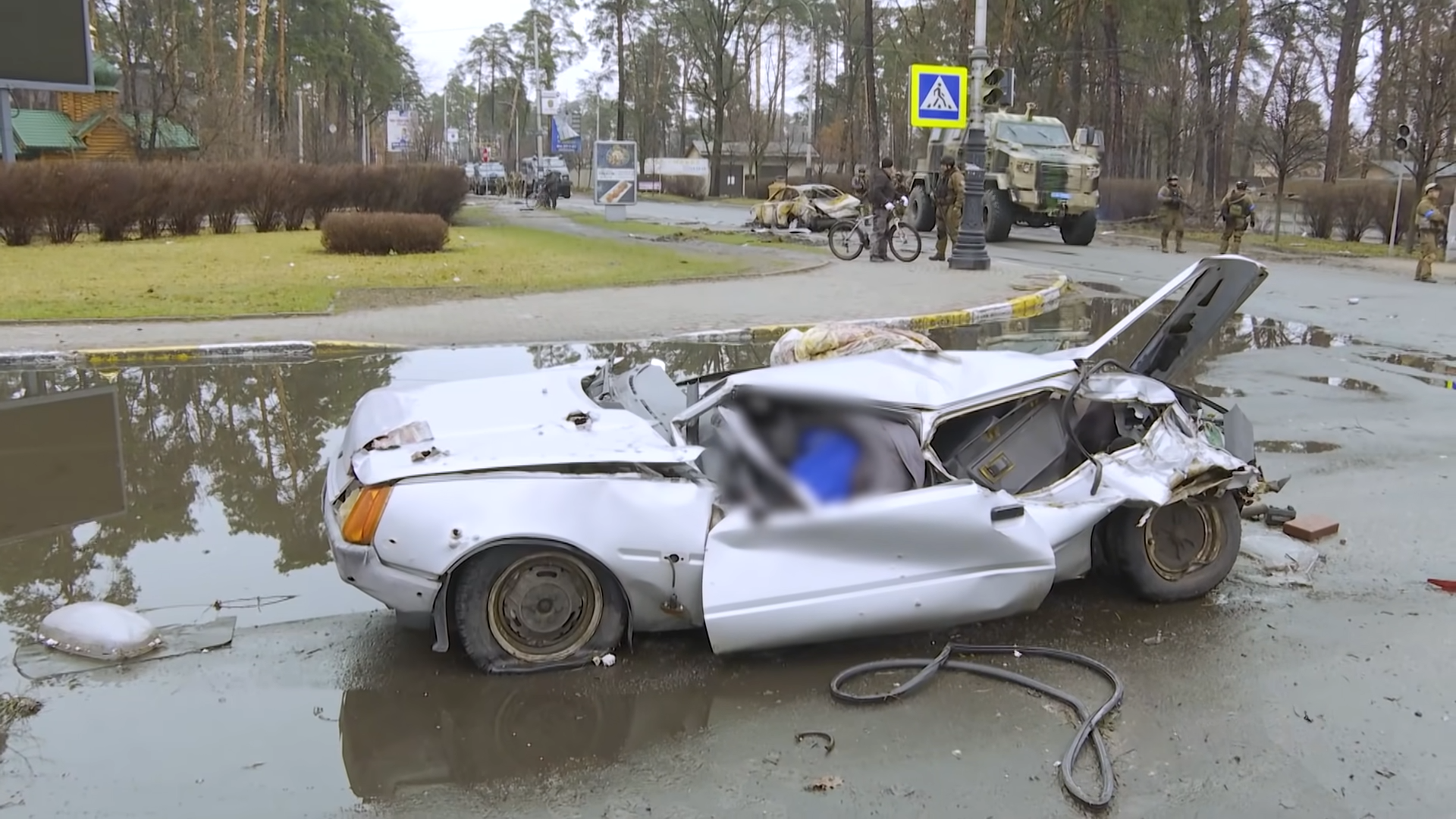
Уничтоженная гражданская машина с телом водителя внутри

Галина Товкач в комментарии журналистам The Observer рассказала о том, что 5 марта её семья (Галина, её муж Олег, их сын Роман и её мать Татьяна), а также семья их друзей (Александр и Маргарита Чикмарёвы, их дети: восьмилетний Матвей и четырёхлетний Клим) попытались выехать из Бучи. Всего в 800 метрах от их дома по ним был открыт огонь российской бронемашиной. В первом автомобиле в результате нападения выжил только Александр. Его жена и двое мальчиков были мгновенно убиты пулемётным огнём. Он сам потерял ногу и не был готов говорить с корреспондентами. Во второй машине был убит муж Галины, а она сама получила ранения. Независимую проверку этих утверждений The Observer провести не удалось, однако его корреспонденты видели фотографию ран Галины, и они перекликаются с другими подобными историями.
Журналисты Радио «Свобода» 3 апреля получили комментарии от нескольких жителей Бучи:
- по словам начальника ритуальной службы в городе Буча Сергея Каплычного, из 30 тел, собранных 3 апреля в Буче в Яблунском переулке, были два солдата Вооружённых сил Украины — 1995 года рождения и ветеран, участник боевых действий в Донбассе, который был застрелен из-за того, что бросал «коктейли Молотова». Среди других убитых, которых сотрудники ритуальной службы нашли в Буче 3 апреля, были люди со связанными руками и с пулевыми ранениями в затылок[70];
- житель Бучи, с которым поговорил журналист Украинской службы Радио «Свобода» Левко Стек, рассказал, что погибшие на одной из улиц города были убиты снайпером, поэтому, видимо, их тела не убирали. По словам этого человека, снайпер стрелял в каждого, кто появлялся на улице[70];
- местные жители рассказывали тому же журналисту, что чаще всего стрельбу слышали в последние пять дней перед освобождением города. Они показали могилы погибших, которых вынуждены были хоронить прямо на улице[70].

Журналист газеты «La Stampa» побеседовала с рядом жителей Бучи. Женщина по имени Неля рассказала, что её муж был убит российскими солдатами, когда он пошёл за продуктами. Сосед из дома напротив был застрелен при попытке выйти на улицу. Неля также видела в её доме тела восьмерых убитых мужчин. Другая жительница, Анна, сказала, что в последние дни перед украинским контрнаступлением российские солдаты стреляли во всех, кто им попадался на улице; таким образом погиб её друг Сергей.
Журналисты «NBC News» поговорили с несколькими жителями города:
- Ирина Абрамова рассказала, что российские войска бросили в окно их дома гранату, после чего, спасаясь от пожара, она с отцом и мужем Олегом выбежала на мороз. Солдаты заставили Олега снять свитер, поставили его на колени и выстрелили ему в голову. Из-за уличного патруля и снайперов Ирина не могла забрать тело мужа в течение месяца[81];
- Житель по имени Валентина сказала, что похоронила четырёх убитых, из которых двое были соседями, которых она знала 30 лет[81].

Депутат городского совета Бучи и доброволец территориальной обороны Катерина Украинцева рассказала «Медузе», что боестолкновения российских частей и местной самообороны в городе начались 4 марта. Горожане защищали Бучу своими силами. По словам Катерины, ветераны и патриоты брали оружие, которое осталось у них с 2014 года и шли защищать город. Как говорит Украинцева, при ней (она эвакуировалась из Бучи 11 марта) людей не расстреливали, а «те, кто лежат на Яблонской [улице], погибли в результате хаотичной стрельбы». По Буче были рассредоточены разные подразделения, но те, кто «заходил в самом начале, когда началась оккупация — это звери». По её словам пропало бесследно очень много человек, а также «страшно представить, сколько людей умерло от отсутствия еды и лекарств». Российские войска забрали себе и скорые, и больницы. Также проходили обыски домов в поисках участников АТО. «У нас семья есть: парень был сыном погибшего ветерана АТО. Нашли сына и расстреляли. Еле забрали тело, чтобы похоронить» — рассказала «Медузе» Катерина Украинцева.
Советник руководителя Офиса президента Украины Алексей Арестович утверждал, что некоторые женщины были изнасилованы перед убийством, а затем россияне сожгли их тела. По данным украинского судмедэксперта Владислава Перовского, некоторые женщины были изнасилованы перед смертью. Тело женщины, одетой в одну шубу, и лежащий рядом использованный презерватив обнаружил у себя в подвале Владимир Шепитко, вернувшийся в Бучу после отступления российских войск. О сексуальном насилии со стороны российских военнослужащих сообщала NBC News укрывавшаяся в Буче Елена.
Офис Генерального прокурора Украины назвал одну комнату, обнаруженную в Буче, «камерой пыток». В его заявлении говорится, что тела пятерых мужчин со связанными руками были обнаружены в подвале детского санатория, где пытали и убивали мирных жителей.
В Мотыжине Бучанского района жители сообщили журналистам Ассошиэйтед Пресс, что российские военные убили главу села Ольгу Сухенко, её мужа и сына и бросили их тела в яму в сосновом лесу за домами, где спали российские военные. Внутри ямы журналисты увидели четыре тела людей, которые, по-видимому, были расстреляны с близкого расстояния. Муж мэра завёл руки за спину, рядом был кусок верёвки, а на глаза намотали кусок пластика, как повязку.
Тела, завёрнутые в чёрный пластик, также были замечены представителями Ассошиэйтед Пресс сваленными на одном конце братской могилы во дворе храма в Буче. Священник Андрей Галавин сказал им, что многие из жертв были расстреляны в автомобилях или убиты взрывами, пытаясь бежать из города, а поскольку морг был переполнен, а до кладбища было невозможно добраться, это было единственное место, где можно хранить мёртвых.
О появлении в Буче братских могил украинские СМИ сообщали ещё 13 марта, на тот момент директор Ирпеньского городского центра первичной медико-санитарной помощи Андрей Левковский писал о захоронении 67 мирных жителей.
Прихожанин одной из церквей Бучи, который лично копал братскую могилу для 15 погибших, рассказал Русской службе BBC, что сначала погибших от обстрелов хоронили «как полагается, а потом это стало невозможным», поскольку люди рассказывали, что «военные мужчин просто стреляют». По его словам, «сначала их сразу уносили — тех, кого осколком пришибло, родственники забирали или солдаты на обочину оттаскивали, потом их стало больше и за ними уже никто не приходил».
Врач Анастасия, которая две недели работала и жила в больнице Бучи (её дом был разбомблен ВСУ, поскольку там жили военные из России), рассказала корреспондентам Русской службы BBC, что к 15 марта из города уехали почти все мирные жители и в нём осталось 10 тысяч жителей. По её словам, много трупов лежали на улицах ещё до этой эвакуации, а про расстрелы именно в последние дни марта она ничего не знает.
У жительницы Бучи Аллы Нечипоренко 17 марта, по словам её сына, военный в российской форме убил мужа. Она эвакуировалась из города 19 марта. Алла Нечипоренко рассказала «Медузе», что до начала апреля не знала о количестве погибших горожан: «Нет, мы свидетелями этого не были. Была только одна обгоревшая машина возле вокзального переезда, и муж видел, что возле вокзала лежит тело мужчины накрытое. Но чтоб массово…».
По словам начальника ритуальной службы в городе Буча Сергея Каплычного, давшего комментарий журналистам Радио «Свобода», российские войска до освобождения города не разрешали собирать тела убитых с улиц: «Они не разрешали. Говорили: „Холодно, пусть ещё полежат“. Мы им объяснили, что там лежат и трое их солдат и их нужно забрать, и они вроде бы разрешили… В морге лежали тела, холодильники не работали. Там был ужас».
В записанной на видео беседе с журналистом «Deutsche Welle» жители города рассказали про убитых родственников, про установленные российскими войсками ограничения на вывоз тел с улиц, про стрелявших по прохожим уличным патрулям.
В «New York Times» было опубликовано снятое в начале марта видео с дрона, где велосипедиста расстреливают из российских бронетранспортёров. После освобождения Бучи тело велосипедиста было найдено на том месте, где он был расстрелян.
Журналисты издания Bild сообщили, что 12 марта выстрелом в голову был убит житель Бучи Илья Навальный. Журналисты предположили, что убийство произошло из-за его фамилии, потому что он оказался однофамильцем российского оппозиционера Алексея Навального.
19 мая газета «The New York Times» опубликовала новые видео и свидетельства убийств российскими десантниками не менее 8 мирных жителей в Буче, которые произошли 4 марта. Погибшие в основном были добровольцами сил территориальной обороны, но при захвате не имели при себе оружия и прятались в одном из домов. На кадрах с камеры видеонаблюдения видно, как двое военных ведут девятерых мужчин, сгорбившихся и держащихся друг за друга, через дорогу. В другом видео зафиксировано, как этих же людей цепочкой заводят во двор рядом со зданием, служившим базой для российских военных. По рассказам очевидцев, подтверждающихся съёмками с дрона, далее на территории базы раздались выстрелы и больше пленников не видели. Ещё двое задержанных членов теробороны смогли выжить — один был тяжело ранен; убийцы посчитали, что он погиб, и позже ему удалось спрятаться у местных жителей, и ещё один пошёл на сотрудничество с россиянами и позднее был обвинён в государственной измене.
Также 4 марта российские военные расстреляли из оружия боевых машин десанта нескольких мирных жителей, пытавшихся на автомобилях проехать по улице Яблонской к мосту через реку Буча. Момент поражения автомобиля, в котором ехал житель Бучи Владимир Ручковский, был зафиксирован камерами видеонаблюдения.

### Предполагаемые участники убийств
В интервью Human Rights Watch, опубликованном 3 апреля, свидетельница указывала на то, что у командира подразделения, производившего расстрел, были десантные знаки различия. «Он говорил с акцентом западной или центрально-западной [sic] России… Я сама родилась в России, поэтому такие вещи улавливаю».
3 апреля 2022 года советник главы ОП Украины Алексей Арестович опубликовал список частей ВС РФ, военнослужащие которых могут быть причастны к совершению военных преступлений в Буче, Гостомеле и Ирпене:
64-я отдельная мотострелковая бригада 35-й армии Восточного военного округа;
5-я отдельная танковая бригада 36-й армии Восточного военного округа;
331-й парашютно-десантный полк 98-й воздушно-десантной дивизии;
137-й парашютно-десантный полк 106-й воздушно-десантной дивизии;
104-й и 234-й десантно-штурмовые полки 76-й десантно-штурмовой дивизии;
14-я и 45-я отдельные бригады специального назначения;
63-й отряд полиции особого назначения Росгвардии;
155-я отдельная бригада морской пехоты Тихоокеанского флота;
74-я отдельная стрелковая бригада Центрального военного округа; 
31-я отдельная гвардейская десантно-штурмовая бригада;

141-й специальный моторизованный полк им. Кадырова.
4 апреля украинская разведка обнародовала личные данные военнослужащих 64-й отдельной мотострелковой бригады ВС РФ. По данным разведки, военнослужащие этой бригады участвовали в массовых убийствах мирных граждан.
6 апреля 2022 года CNN процитировало неназванного представителя США, заявившего, что выявление российских подразделений, причастных к зверствам в Буче, имеет «чрезвычайно высокий приоритет» для американских спецслужб, которые использовали в своей работе все доступные инструменты и возможности для установления ответственных.
Федеральная разведывательная служба Германии проинформировала парламентариев о том, что в записанных радиоперехватах российские солдаты обсуждали гражданских лиц, которых они убили в Буче, и, судя по описаниям, совпадали с найденными телами. Согласно брифингу, убийство мирных жителей может являться частью стратегии российской армии по «запугиванию мирного населения и подавлению сопротивления». В Буче присутствовали кадыровцы и наёмники группы Вагнера, причём последние играли ведущую роль. Журналисты русской службы Радио «Свобода» по данным из открытых источников установили некоторые находившиеся в Буче российские подразделения.
18 апреля указом Президента Российской Федерации 64-й отдельной мотострелковой бригаде присвоено почётное наименование «гвардейская».
Журналисты Reuters посетили Бучу, опросив очевидцев, изучив фото-, видеодоказательства и документы, оставленные россиянами после отступления. Расследование Reuters обнаружило документы, подтверждающие, что среди сил, оккупировавших Бучу, были военнослужащие спецназа «Витязь», 76-я гвардейская десантно-штурмовая дивизия и 3 чеченских подразделения.
Журналисты The New York Times обнаружили и получили от украинской стороны улики, в том числе документы и нашивки с формы, которые указывают, что во время оккупации в Буче находились, в частности, 104-й и 234-й гвардейские десантно-штурмовые полки.
В июне журналисты установили личности восьми псковских десантников, находившихся в Буче во время оккупации. Военные воспользовались телефоном притворившегося убитым в ходе массового расстрела местного жителя для звонков домой. Трое из восьми российских военнослужащих на момент выхода журналистского расследования погибли.
В июле стало известно, что прокуратура Украины объявила в международный розыск гражданина Беларуси, которого подозревают в убийствах в Буче. Украинская сторона заявила что он является командиром подразделения Росгвардии из Ульяновска. Прокуратура утверждает, что он занимался мародёрством, пытал пятерых гражданских, и четырёх из них убил; сообщается, что доказательства выстроены на показаниях свидетелей и результатах портретной экспертизы. Ранее белорусское издание Zerkalo.io и Телеграм-канал «Можем объяснить» сообщили, что обвинённый гражданин Беларуси не служит в Росгвардии и всё время проживает в Мозыре.
Управление Верховного комиссара ООН по правам человека в декабре 2022 года на основе открытых данных сообщило, что в районе Бучи действовали 64-я отдельная гвардейская мотострелковая бригада, 104-й, 234-й и 237-й гвардейские десантно-штурмовые полки 76-й гвардейской десантно-штурмовой дивизии, 137-й гвардейский парашютно-десантный полк 106-й гвардейской воздушно-десантной дивизии, 331-й гвардейский парашютно-десантный полк 98-й гвардейской воздушно-десантной дивизии, 14-я и 45-я гвардейские бригады специального назначения, 155-я отдельная гвардейская бригада морской пехоты, 604-й Краснознамённый центр специального назначения «Витязь» и другие подразделения войск национальной гвардии РФ, а также мобильный отряд особого назначения «Ахмат-Грозный».

### Количество смертей

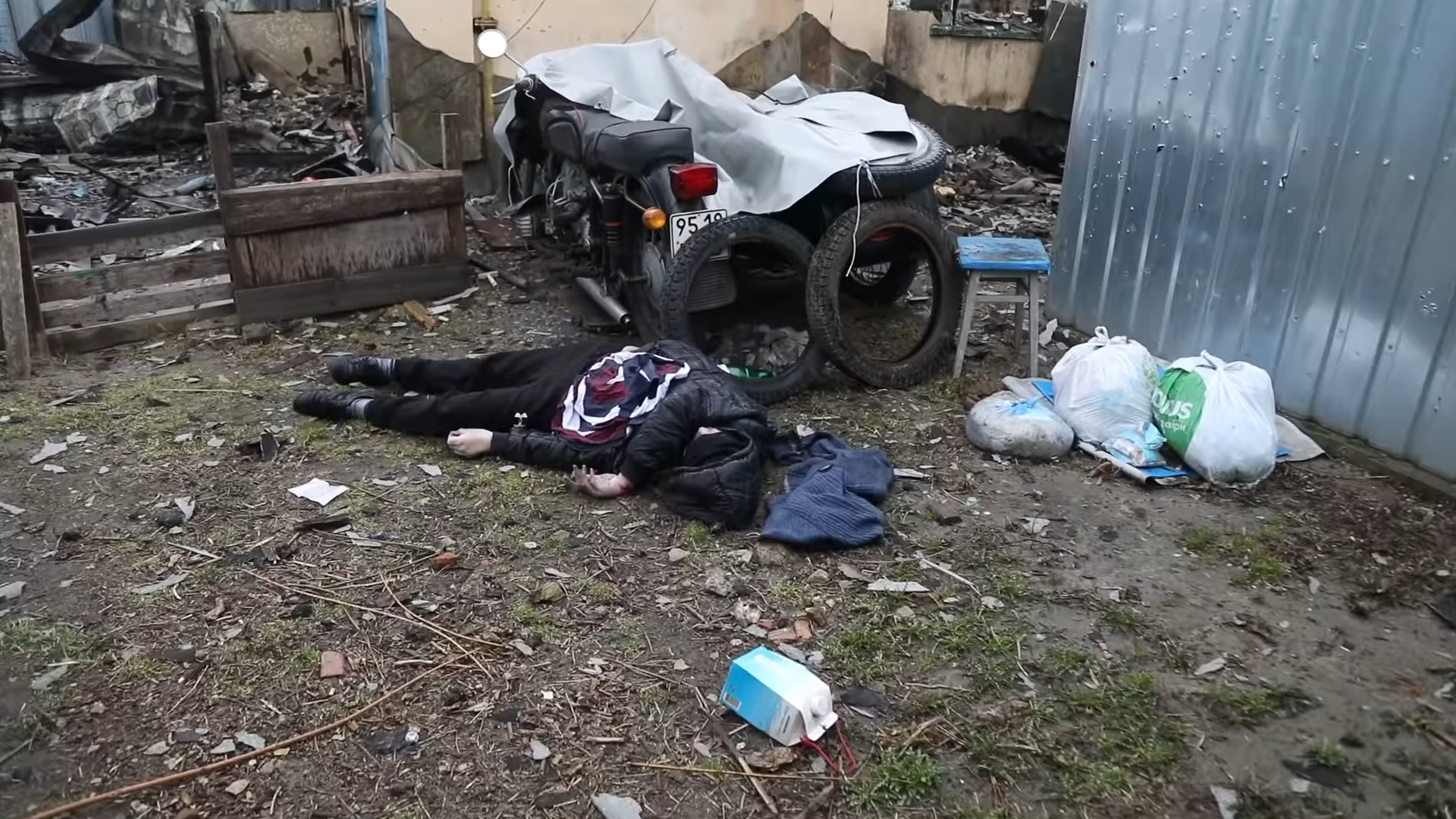
Убитая женщина
(Буча, апрель 2022 года)

По состоянию на 13 сентября 2022 года в Буче найдены 422 тела гражданских. Всего в Бучанском районе за почти месяц российской оккупации были убиты более тысячи мирных жителей (данные «Би-би-си» на конец мая). Большинство — около 650 человек, по данным полиции Украины — были застрелены российскими военными.
Мэр Бучи Анатолий Федорук заявил, что не менее 280 жителей города должны были быть захоронены в братских могилах. Местным жителям пришлось похоронить ещё 57 тел в другой братской могиле. Сергей Каплычный, начальник местной ритуальной службы, ранее сбежавший, но потом вернувшийся в город, сказал, что по состоянию на 3 апреля его команда собрала более 100 тел во время и после боёв (включая погибших солдат и умерших от естественных причин). Он сказал, что перед отъездом нанял экскаваторщика, чтобы вырыть братскую могилу возле церкви, так как морг не мог охлаждать тела из-за отсутствия электричества и неудовлетворительного состояния тел. Он также сказал, что после возвращения подобрал тела 13 мирных жителей, расстрелянных с близкого расстояния со связанными руками.
Точное число убитых неизвестно. Федорук сказал, что по меньшей мере 300 человек были найдены мёртвыми сразу после резни, но в интервью агентству Рейтер заместитель мэра Тарас Шаправский сказал, что только 50 жертв были подтверждены как внесудебные казни. Следователи Amnesty International выяснили, что по крайней мере пятеро мужчин были расстреляны без суда и следствия российскими военными. Цифра 300 позже была пересмотрена до 410, включая тела, найденные в Ирпене и Гостомеле. Министр обороны Алексей Резников сравнил убийства в Буче с Вуковарской резней. По словам главного прокурора Бучи Руслана Кравченко, из 360 погибших, обнаруженных в городе и его окрестностях, более 250 были убиты осколками или пулями, другие умерли от голода, холода, отсутствия лекарств и врачей, а также от других причин.
30 апреля 2022 года в Бучанском районе нашли очередное захоронение мирных жителей со связанными руками и повязками на глазах.

## Реакция
Россия и Украина потребовали созвать экстренное заседание Совета Безопасности ООН для обсуждения событий в Буче, которые они описывают противоположным образом. Запланированное заседание состоялось 5 апреля.

### Украина
Украинская сторона оценивает ситуацию как убийство невинных мирных жителей и военное преступление, отмечая при этом, что все погибшие были в штатском и без оружия. Украинское правительство заявило, что собирает доказательства всех военных преступлений, куда, в том числе, включит и доказательства резни в Буче. Министр иностранных дел Украины Дмитрий Кулеба заявил, что Бучанская резня была умышленной, россияне стремятся уничтожить как можно больше украинцев. В частности, министр требует введения эмбарго на российские нефть, газ, уголь; закрытие всех портов для российских судов и продуктов, отключение всех российских банков от SWIFT.
В своём видеообращении после трагедии в Буче президент Зеленский обратился к правительству России со словами:
Я хочу, чтобы все руководители Российской Федерации увидели, как выполняются их приказы. Вот такие приказы, вот такое исполнение. И солидарная ответственность. За эти убийства, за эти пытки, за эти оторванные взрывами руки, которые лежат на улицах. За выстрелы в затылок связанным людям.

Вот так теперь будет восприниматься российское государство. Это ваш образ. Ваша культура и человеческий облик погибли вместе с украинцами и украинками, к которым вы пришли.
Представители украинской власти также называли случившиеся «новой Сребреницей».

### Россия
3 апреля Минобороны РФ заявило, что за время нахождения Бучи под контролем Вооружённых сил РФ от каких-либо насильственных действий ни один местный житель не пострадал, жители имели возможность эвакуироваться в «северном направлении», а российские подразделения покинули этот город 30 марта. Также было заявлено, что южные окраины города «круглосуточно обстреливались украинскими войсками». Министр иностранных дел России Сергей Лавров назвал кадры из Бучи «постановочной антироссийской провокацией». Зампред Совбеза РФ Дмитрий Медведев назвал происшедшее в Буче одним из примеров фейков «украинской пропаганды». Пресс-секретарь Кремля Дмитрий Песков заявил, что изображения содержат «признаки подделки видео и различных подделок». Официальный представитель МИДа Мария Захарова высказалась, что целью связанных с Бучей обвинений было оправдание нового пакета антироссийских санкций и срыв переговоров России и Украины.
Россия также отвергала предыдущие обвинения как выдумки со стороны Украины. 12 апреля Владимир Путин назвал сообщения о гибели гражданского населения в Буче от рук российских войск «фейком», сравнив их со свидетельствами применения химического оружия правительственными войсками в Сирии, которые Россия также называет постановочными.
Заявления РФ были охарактеризованы международными СМИ как дезинформация и пропаганда; в частности:
- «Российские подразделения вышли из Бучи ещё 30 марта». Это не подтверждается независимыми источниками. 1 апреля в 5:02 по московскому времени телеканал Министерства обороны «Звезда» опубликовал материал, в котором сообщается, что «подразделения воздушно-десантных войск во взаимодействии с морской пехотой в течение пяти суток успешно сдерживали действия сил неприятеля на направлении Гостомель — Буча — Озёра», а также, что «российские морпехи проводят поисково-разведывательные действия и осуществляют зачистку населённых пунктов с дальнейшей задачей закрепиться в них» без уточнения этих пунктов. Вечером 31 марта украинская сторона также сообщала, что на этом направлении находятся российские войска, хотя прямые указания на то, что они ещё находились в самой Буче, отсутствуют[24]. Мэр Бучи сообщил об освобождении города 1 апреля в 15:48[127], отметив, что оно произошло 31 марта[18], хотя ещё утром 1 апреля секретарь Бучанского горсовета Тарас Шаправский сообщал об опасности возвращения в Бучу из-за возможного присутствия в городе российских военных и минирования[53].

- «Первые свидетельства появились только на четвёртый день, 3 апреля»[18]. Это не соответствует действительности: корреспонденты Би-би-си смогли попасть в город уже 1 апреля[18], тогда же появились и первые фотографии и видео[19] с телами на улицах города. 2 апреля в Бучу вместе с украинскими военнослужащими и полицейскими прибыли журналисты, которые зафиксировали на видео десятки[129] убитых людей на дорогах[130]. Анализ же спутниковых снимков, проведённый журналистами The New York Times, показывает, что 11 марта (согласно тексту статьи) или 19 марта (такая дата на показанных в статье спутниковых снимках), когда Буча находилась под контролем российских войск, на улице Яблонской уже находилось по крайней мере 11 тел, которые были обнаружены на тех же местах 2 апреля, а между 20 и 21 марта появились два брошенных автомобиля и тело неподалёку от них[128]. На основе анализа видеозаписи, предоставленной Сергеем Коротких, «Медуза» пришла к выводу, что тела убитых находились на улицах Бучи до отхода российских войск — не позднее 26 марта[131]. На снятых 12-13 марта видео с дрона, опубликованных и проверенных CNN, видно, что российская военная техника присутствовала рядом с трупами[132].
- «На видеозаписи, распространённой украинским сайтом Espreso.tv, одно тело шевелит рукой, а другое встаёт»[133]. Российское издание «Медиазона» отмечает, что за «шевеление рукой» выдаётся блик или царапина на лобовом стекле машины, а за садящегося человека — искажение в стекле заднего вида[28]. К аналогичным выводам пришёл и эксперт по цифровой криминалистике, профессор Университета прикладных наук Митвайды Дирк Лабудде[59]. «Медуза» указывает, что это видно при замедленном просмотре видео в хорошем качестве[28]. Би-би-си пишет, что трупы, видные на этом видео, снятом 1 апреля, всё так же остаются на месте на фотографиях, снятых Франс-Пресс и Getty Images двумя днями позднее[133].
- «На нескольких фотографиях положение трупа меняется, а один труп исчезает с места»[24]. Разные фотографии были сделаны в разные дни, и за время, прошедшее между ними, трупы начали вывозить, что подтверждается фотографиями.
- «Несоответствие внешнего вида тел тому, который должен быть „по прошествии минимум четырёх дней“ после смерти»[28]. Опрошенный Би-би-си патологоанатом, участвовавший в расследованиях военных преступлений, в том числе в Косове и Руанде, отверг данные утверждения, указав, что спустя четыре дня трупное окоченение обычно проходит, наличие или отсутствие трупных пятен в таких случаях зависит от использованного оружия, расстояния, с которого производился выстрел и других факторов, а места скопления крови и обесцвечивания кожных покровов может быть не видно на снимке, если тело находится в лежачем положении[134]. Судебно-медицинский эксперт Надежда Гурманчук также указала на то, что при травмах с сильной кровопотерей трупные пятна могут быть слабо заметными или отсутствовать вовсе, а развитие трупных изменений тел затормозилось из-за низкой температуры воздуха (в Буче в марте 2022 года температура в среднем составляла 0—5 °C), придя к выводу, что смерть погибших, вероятно, наступила не за 1—3 дня, а неделю назад или раньше[135]
- «Отсутствие насилия в отношении местных жителей со стороны российских войск». Утверждения об этом противоречат многочисленным свидетельствам очевидцев[134].
- «Убийства совершены украинскими неонацистами». Ряд изданий, в частности, «Комсомольская правда», опубликовал утверждения, признающие наличие в Буче убийств, но приписывающие их украинским военнослужащим, вошедшим в город после оставления его ВС РФ. Они основываются на видео с участием лидера группы националистов, известного как «Боцман», где обсуждается, нужно ли стрелять в людей без синих повязок (опознавательный знак украинских военных). Однако это видео было снято и опубликовано 2 апреля, уже после обнаружения тел убитых[19]. Также СМИ обратили внимание на то, что некоторые убитые носили белые повязки (опознавательный знак российских военных), из-за чего их якобы и убили украинские военные — но, по сообщениям беженцев, белые повязки жителей города заставляли носить российские военные, не все убитые носили белые повязки, и не все носившие белые повязки были убиты — таким образом, оснований связывать убийства с повязками нет[24].
- «Южные окраины города, включая жилые кварталы, круглосуточно обстреливались украинскими войсками»: как отмечает «Медуза», активных боевых действий в Буче после захвата города не велось, артиллерийские перестрелки были редким явлением (с 5 марта и до конца месяца на спутниковой карте пожаров FIRMS от NASA на территории города зафиксировано менее 10 крупных пожаров, а массовые разрушения отсутствуют). Журналисты пришли к выводу, что жители города во второй половине марта гибли не в результате боевых действий[19].
- «К убийству мирных жителей причастна национальная полиция Украины»: 2 апреля национальная полиция Украины сообщила, что спецподразделения «начали зачистку Бучи от диверсантов и пособников российских войск», что вызвало подозрения по поводу их причастности к убийствам в Буче — но первые тела были обнаружены 1 апреля. Появление силовиков также не предшествует обнаружению первых тел — их уже снимали журналисты, когда нацполиция расчищала завалы в другой части города[24].
- «Ни мэр Федорук, ни нацполиция в своих видео не упоминают трупы». Судя по метаданным, мэр снял видеообращение примерно в то же время, когда были сняты первые свидетельства о трупах, так что он мог о них ещё не услышать. Нацполиция тоже зашла в Бучу уже тогда, когда журналисты начали снимать трупы, и ограничилась работой на окраинах, не заезжая в ту часть города, где были обнаружены тела[24].
- «19 марта над Бучей не пролетали спутники Maxar». Это утверждение распространил прокремлёвский «фактчекинговый» ресурс «Война с фейками», авторы которого не выбрали все необходимые пункты для того, чтобы увидеть на сайте Maxar спутниковые изображения от 19 марта[136].
- «В сеть попало видео с украинскими военными, раскладывающими трупы в Буче». Хотя Telegram-канал «Кладбище фейков» утверждал, что на видеозаписи, где украинские военные передвигают тела за верёвку, изображена подготовка «съёмочной площадки» для зарубежных СМИ, и видео взято якобы из отчёта украинских военных начальству, на самом деле оно было опубликовано в материале «Associated Press» под заголовком «Солдаты тянут тело при помощи троса, опасаясь, что тело заминировано». Именно проверкой тел на наличие мин и занимались украинские солдаты. Хотя в ряде СМИ звучат вопросы, почему солдаты ВСУ не используют при этом защитное снаряжение сапёров или бронещит, на самом деле отсутствие нужной экипировки или достаточно длинных тросов может объясняться полевыми условиями, нехваткой времени в условиях войны или недостаточной подготовкой солдат ВСУ[137].
- «Спутниковые снимки Maxar были сделаны после ухода российских войск»[138]. Пророссийский канал «Рыбарь» утверждал, будто результаты его анализа теней на изображениях Maxar показывают, что фото были сделаны не 19 марта, а 1 апреля, после ухода российских войск. Представитель Maxar сообщил BBC, что Рыбарь неправильно использовал их инструмент для поиска изображений. Сравнение BBC спутниковых изображений, сделанных 19 марта различными компаниями, показал, что длина теней и угол наклона солнца на фотографиях Maxar соответствуют спутниковым снимкам, сделанным утром 19 марта, а не 1 апреля. Анализ теней на спутниковом снимке от Centre for Information Resilience подтвердил, что он был сделан 19 марта в 11 часов по местному времени (9 часов по Гринвичу), что соответствует дате прохождения спутника над Бучей. В анализе от CIR был сделан вывод, что «Рыбарь» перепутал местное время и время по Гринвичу, из-за чего он ошибочно заявил, что дата пролёта спутника и дата снимка не совпадают[72]. 6 апреля «Рыбарь» сам признал, что допустил ошибку в вычислении даты создания спутниковых фотографий[139].
- «The Guardian опроверг причастность российских войск к убийствам мирных жителей в Буче». 24 апреля была опубликована статья The Guardian с результатом судмедэкспертизы, по которому десятки погибших в Буче были убиты артиллерийскими снарядами с флешеттами[140]. Ряд пророссийских источников сделал вывод, что эти данные подтверждают версию о смерти большинства погибших в Буче от артиллерийских снарядов, выпущенных ВСУ. Но флешетты были обнаружены только в нескольких десятках трупов, тогда как из-за пулевых ранений умерло около 650 человек[2]. Утверждения, что именно украинская сторона постоянно совершала артобстрелы Бучи во время её оккупации, также не подтверждаются — в частности оружие, из которого могли быть совершены артобстрелы, есть на вооружении как у ВСУ, так и у ВС РФ, и даже в самой статье в The Guardian (включая её заголовок) делаются прямо противоположные выводы — свидетели из Бучи заявили в интервью изданию, что именно российская артиллерия проводила обстрелы города осколочными (флешетными) снарядами за несколько дней до ухода из Бучи[141].
- «Француз Адриан Бокэ, вернувшийся из Украины, рассказал о военных преступлениях полка Азов и постановочных съёмках в Буче». Адриан Бокэ — бывший французский военный, якобы пробывший в Украине в качестве сотрудника гуманитарной миссии и увидевший убийства военнопленных «Азовом» и съёмки постановки для американских журналистов, в которой украинские обстрелы выдавались за российские. В его повествовании есть ряд нестыковок, обнаруженных журналистами «Libération». Хотя у Адриана якобы есть сотни фотографий и видеозаписей с доказательствами его слов, лишь немногими он поделился с различными СМИ, сославшись на то, что остальные он предоставляет спецслужбам. На опубликованных фото, которые якобы должны доказывать пребывание Адриана в составе гуманитарной миссии, видно, что Адриан был во Львове и посещал благотворительный фонд «Шпиталь Шептицького», однако, по заявлению директора фонда Андрея Логина, он всего дважды заносил в фонд медикаменты и не сотрудничал с ним на протяжении длительного времени. Ни одна опубликованная им фотография не подтверждает ни его пребывания в Буче, ни того, что он был в Украине вместе с украинскими батальонами[142]. Позднее он предоставил фотографию дорожного знака на въезде в Киев, но она оказалась подделкой[143]. Его утверждения о том, что он был в Украине дважды, по 8 дней каждый раз, были опровергнуты украинскими пограничниками, заявившими, что он 5 раз въезжал и выезжал с территории Украины, пребывая там не более 72 часов, что делает посещение им Бучи маловероятным. Наконец, хотя он утверждал, что прибыл в Бучу и наблюдал там боевые действия, они прекратились ещё 1 апреля, за 3 дня до его первого посещения страны[142].

Основатель Conflict Intelligence Team Руслан Левиев сравнил тактику российских властей «агрессивного отрицания» по событиям в Буче с тем, как Россия отрицала свою причастность к сбитию летом 2014 года малайзийского Боинга. По его мнению, главная цель российской информационной кампании состоит в том, чтобы убедить аудиторию, будто бы «со всех сторон, везде — подлог, везде — ложь, везде — обман». По мнению историка Александра Фридмана, сравнившего отрицание резни в Буче с отрицанием Холокоста или резни в Сребренице, достучаться до отрицателей резни в Буче во время войны не удастся, а на осмысление трагедии России могут потребоваться десятилетия.
18 апреля Владимир Путин присвоил 64-й отдельной мотострелковой бригаде ВС РФ почётное звание «гвардейской». Бригада подозревается в совершении военных преступлений в Буче, поэтому это награждение наблюдатели сочли «демонстративным поощрением жестокости».
13 июля политик Илья Яшин был отправлен в СИЗО по уголовному делу о распространении «заведомо ложной информации» об использовании вооружённых сил РФ. Поводом стала его передача на YouTube-канале от 7 апреля, в которой было рассказано о совершённых в Буче преступлениях. 14 июля 2022 года Выборгский районный суд Петербурга на два месяца арестовал 34-летнего Всеволода Королева по обвинению в военных «фейках» о российской армии и её действиях в Украине. Дело было возбуждено из-за постов о событиях в Буче, Бородянке и Донецке.
В октябре 2022 года Сергей Лавров в ходе пресс-конференции снова назвал резню в Буче «провокацией», утверждая об отсутствии опубликованных имён погибших. При этом Бучанская ритуальная служба ещё в конце апреля опубликовала списки погибших, а Бучанский горсовет подтвердил наличие верифицированного списка с данными погибших, который доступен по запросу в горсовет.

### Международная реакция
Массовое убийство в Буче осудили главы Европейского парламента Роберта Метсола, Европейского совета Шарль Мишель и Европейской комиссии Урсула фон дер Ляйен, генеральный секретарь НАТО Йенс Столтенберг, федеральный канцлер Германии Олаф Шольц, министры иностранных дел ФРГ Анналена Бербок и Франции Жан-Ив Ле Дриан, госсекретарь США Энтони Блинкен, а также многие общественные деятели, политики, экономисты и журналисты из разных стран.
В ответ на резню страны Европы выслали около 200 российских дипломатов (до этого с начала войны было выслано 150 дипломатов).
США и Великобритания потребовали исключения России из Совета ООН по правам человека после сообщений об убийствах мирных жителей в Буче. «Участие России в Совете по правам человека — это фарс», — заявила 4 апреля посол США в ООН Линда Томас-Гринфилд. 7 апреля членство России было приостановлено решением Генеральной ассамблеи ООН, в тот же день Россия покинула СПЧ.
- ООН: Генеральный секретарь ООН Антониу Гутерриш заявил о необходимости независимого расследования событий в Буче[164][165].
- Австралия: Министр иностранных дел Марис Пейн осудила военные преступления в телеинтервью, заявив, что «… расправа над людьми в братских могилах, убийства и использование изнасилований в качестве оружия войны … должны быть расследованы». Министр обороны Питер Даттон описал действия российских вооружённых сил как действия военных преступников[166].
- Беларусь: Президент Беларуси Александр Лукашенко назвал события в Буче психологической операцией, которую провели британцы, отметив, что ФСБ России может предоставить «адреса, пароли, явки, номера и марки автомобилей», участвовавших в «провокации»[167].
- Великобритания: Элизабет Трасс, министр иностранных дел Соединённого Королевства, заявила, что она «потрясена зверствами в Буче и других городах Украины», добавив, что Великобритания собирает доказательства военных преступлений[118].
- Венгрия: 6 апреля на пресс-конференции по итогам состоявшихся парламентских выборов премьер-министр Венгрии Виктор Орбан «высказался за необходимость независимого расследования относительно возможных военных преступлений, совершённых российскими оккупационными войсками в Украине, поскольку в отсутствие такого расследования озвучивание любых обвинений будет „журнализмом“»[168]. 8 апреля президент Украины Владимир Зеленский заявил в интервью немецкому Bild, что глава правительства одной из стран ЕС потребовал доказательств того, что резня в Буче не была инсценирована[169]. По данным украинских СМИ, это был премьер Венгрии Орбан[170]. В тот же день заместитель председателя Совета министров Польши Ярослав Качиньский резко высказался о том, что расхождения в оценке Польшей и Венгрией событий в Буче могут иметь негативные последствия для двустороннего сотрудничества[171][172]. 9 апреля пресс-секретарь В. Орбана сделал заявление, в котором подтвердил, что премьер-министр Венгрии «осуждает бойню в Буче» и что Венгрия «в полной мере поддерживает международное расследование, имеющее целью выяснить, кто виновен в совершении этой кровавой резни»[170][173].
- Германия: Вице-канцлер Германии Роберт Хабек назвал события в Буче «ужасным военным преступлением». Министр иностранных дел Германии Анналена Бербок после сообщений о массовых убийствах в Буче анонсировала новые санкции против России и усиление поддержки Украины[174]. 4 апреля ФРГ объявила о высылке 40 российских дипломатов в связи с убийствами в Буче[175].
- Израиль: Посол Израиля на Украине назвал это военным преступлением[176]. Министр иностранных дел Израиля Яир Лапид осудил умышленное причинение вреда гражданскому населению как военное преступление[157]. 5 апреля Лапид обвинил российские войска в совершении военных преступлений[177]. Министр финансов Израиля Авигдор Либерман указал на то, что Россия и Украина обмениваются взаимными обвинениями и осудил «все военные преступления». Это заявление вызвало гневный ответ со стороны посла Украины в Иерусалиме[178] Премьер-министр Беннет, в свою очередь, резко осудил массовые убийства в Буче без обвинений в адрес России[179].
- Индия: Постпред Индии при ООН Т. С. Тирумурти заявил, об однозначном осуждении убийств гражданских лиц в Буче и поддержке призыва к независимому расследованию, при этом не назвав Россию[180]. Позже глава МИД Индии Субраманьям Джайшанкар также высказался за независимое расследование, а также подчеркнул, что его страна «глубоко обеспокоена» происходящим и настаивает на незамедлительном прекращении боевых действий[181].
- Испания: Премьер-министр Испании Педро Санчес заявил, что видит в произошедшем свидетельства «геноцида» и что необходимо сделать всё, чтобы виновные были наказаны[182].
- Италия: Министр иностранных дел Италии Луиджи Ди Майо призвал привлечь виновных к ответственности за случившееся[183], подчеркнув, что события в Буче вызвали волну негодования, которая приведёт к новым санкциям[184]. Депутат Европарламента и бывший премьер-министр Италии Сильвио Берлускони возложил на Россию ответственность за произошедшее в Буче и о своём разочаровании поведением Путина[185].
- Канада: Премьер-министр Канады Джастин Трюдо осудил убийства мирных жителей на Украине, выразил стремление привлечь к ответственности российский режим и продолжать поддержку народа Украины[186].
- КНР: Постпред КНР при ООН Чжан Цзюнь призвал стороны избегать необоснованных обвинений, при этом заявив, что сообщения и кадры погибших гражданских лиц потрясают, но любые обвинения должны опираться на факты, перед тем как будут делаться выводы[187].
- Нидерланды: Премьер-министр Нидерландов Марк Рютте написал, что он шокирован сообщениями об ужасающих преступлениях в районах, из которых отступила Российская Федерация. Он добавил, что это должно быть «расследовано» и что Нидерланды и их партнёры не успокоятся, пока виновные военные преступники не будут привлечены к ответственности[188].
- Новая Зеландия: Премьер-министр Новой Зеландии Джасинда Ардерн призвала привлечь Россию к ответственности за совершение военных преступлений и выразила готовность поддержать прокуроров Международного уголовного суда в сборе доказательств[157].
- Польша: Президент Польши Анджей Дуда призвал привлечь виновных к ответственности и продолжать поставки оружия Украине[157].
- Словения: Премьер-министр Словении Янез Янша охарактеризовал резню в Буче как преступление против человечности и сравнил её с Катынским расстрелом[189]. Посол России в Словении Тимур Эйвазов был вызван в МИД Словении, где ему выразили протест в связи с убийствами гражданского населения в Украине[190].
- США: Президент США Джо Байден призвал отдать под суд президента России Путина за убийства в Буче[191]. В Пентагоне заявили, что не имеют возможности независимо подтвердить сообщения Украины о зверствах российских сил против гражданских лиц в Буче, но у них также нет оснований сомневаться в этих сообщениях[192]. Советник по национальной безопасности США Джейк Салливан назвал свидетельства военных преступлений в Буче ужасающими, но не неожиданными — ещё до вторжения США предупреждало о том, что Россия будет совершать преступления против мирных жителей в рамках политики подавления диссидентов и других людей, мешающих оккупации[193].
- Турция: МИД Турции выступило за проведение независимого расследования и привлечение к ответственности всех причастных к этому злодеянию, отметив, что любая атака на мирных жителей в корне недопустима[194].
- Франция: Министерство иностранных дел Франции осудило «действия, соответствующие, если они подтвердятся, военным преступлениям» и призвало усилить экономическое давление на Россию[195].
- Чили: Министерство иностранных дел осудило резню и выразило «обеспокоенность жестокими изображениями убитых мирных жителей в городе Буча, Украина», призвав к независимому расследованию этих событий и применению санкций к тем, кто несёт ответственность[196].
- Эстония: Премьер-министр Эстонии Кая Каллас заявила, что снимки из Бучи напоминают о массовых убийствах, совершённых Советским Союзом и нацистской Германией, и необходимости собрать подробности и привлечь злоумышленников в суд. «Это не поле боя, а место преступления», — добавила она[197].
- Япония: Премьер-министр Японии Фумио Кисида осудил насилие над мирными жителями пригородов Киева как «нарушение международного права» и сказал, что «Япония будет твёрдо выполнять то, что она должна», сотрудничая с международным сообществом в возможных дальнейших санкциях против России[157].

#### Акции памяти
4 апреля 2022 года в Республике Молдова объявлен день национального траура. Как отметила президент Майя Санду: 

Мы потрясены вместе со всем миром ситуацией в городе Буча под Киевом. Молдова решительно осуждает эти преступления против человечности, так же как осуждает эту незаконную и ничем не спровоцированную войну, которую ведёт Российская Федерация против Украины.
6 апреля в Тбилиси, Берлине, Вильнюсе и Варшаве прошли акции памяти убитых в Буче.
31 марта 2023 года в годовщину деооккупации Бучу посетил украинский президент Владимир Зеленский вместе с президентом Молдовы Майей Санду, премьер-министром Словакии Эдуардом Хегером, премьер-министром Словении Робертом Голобом и премьер-министром Хорватии Андреем Пленковичем. Зеленский заявил: «Прошёл год с того дня, когда произошло изгнание российских оккупантов из нашего города Бучи. Города, о котором тогда мир ещё не знал. Города, о котором с тех пор мир уже не забудет. Мы не дадим забыть. Человеческая порядочность не даст забыть». Майя Санду отметила, что необходима совместная работа «всех демократических государств для расследования преступлений и наказания виновных».
В ходе подготовки к концерту-реквиему «Объединённые ради победы», прошедшего в Буче 1 июля 2023 года, перед входом в городской парк была установлена инсталляция в память о погибших во время оккупации жителях города, всего там упомянут 501 человек.

## Квалификация убийств в Буче
Среди экспертов нет единства в отношении квалификации убийств в Буче как геноцида.
По мнению профессора права, директора Центра международных судов и трибуналов Университетского колледжа Лондона и одного из инициаторов петиции о создании Специального трибунала по наказанию виновных в агрессии против Украины Филиппа Сэндса, то, что изображено на снимках, является свидетельством военных преступлений и, возможно, преступлений против человечности, но не соответствует юридическому понятию геноцида. По словам Сэндса, «с юридической точки зрения нужно доказать намерение уничтожить группу полностью или частично, а доказательства этого конкретного намерения российских военных в этом конкретном случае сразу не очевидны». Сэндс отметил, что в иерархии международного права геноцид не является более тяжёлым преступлением, чем преступления против человечности. По его мнению, президент Украины Зеленский использует термин «геноцид» в политическом, а не юридическом смысле.
В то же время американский историк украинского происхождения и доцент (ассоциированный профессор) Университета Джонса Хопкинса Евгений Финкель отмечает, что происходящее на Украине является геноцидом, поскольку появляется всё больше свидетельств того, что убийства в Буче не были исключительным случаем, и обращает особое внимание на опубликованную на сайте государственного агентства РИА Новости статью колумниста Тимофея Сергейцева «Что Россия должна сделать с Украиной», в которой тот заявляет, что «Украина невозможна как национальное государство», украинская националистическая элита «должна быть ликвидирована», а «значительная часть населения также виновата», за что она заслуживает «перевоспитания и идеологических репрессий». При этом Финкель отметил, что в начале вторжения планов геноцида украинского народа могло не существовать.
21 апреля 2022 года Сейм Латвии единогласно принял заявление, где признал что Россия совершает геноцид против украинского народа, а также призвал страны ЕС отказаться от энергоносителей из России.

## Расследование
По сообщению издания The Guardian, проводящие расследование судмедэксперты сообщили, что десятки погибших гражданских в Буче были убиты флешеттами — маленькими металлическими стре́лками, которыми снаряжаются некоторые типы артиллерийских снарядов — в частности, 122-мм шрапнельный снаряд 3Ш1. Как сообщил Guardian украинский судмедэксперт Владислав Пировский, «в трупах убитых мы нашли очень тонкие гвоздеподобные объекты. Обнаруживать их в теле сложно ввиду их малой толщины».
Как пишет издание, ссылаясь на слова ряда свидетелей, снаряды были выпущены российской артиллерией за несколько дней до вывода российских войск из района. О применении шрапнельных снарядов по Буче «за несколько дней до вывода российских войск» ранее также писало издание The Washington Post. Владислав Пировский также упомянул, что среди тел многие искалечены, многим связали руки за спиной и выстрелили в затылок, у некоторых жертв в спине 6-8 пулевых отверстий, в некоторых трупах найдены элементы кассетных бомб.
Эксперт по оружию определил, что флешетты из Бучи происходят из российского 122-мм артиллерийского снаряда 3Ш1. После отступления российских войск из района в Андреевке в нескольких километрах от Бучи были найдены российские боеприпасы, среди которых 122-мм флешетные снаряды 3Ш1. На снимках, сделанных вблизи Бучи, видно уничтоженное 122-мм орудие с разбросанными вокруг него нестреляными снарядами 3Ш1.
Над документированием убийств работает, среди прочих, Управление Верховного комиссара ООН по правам человека, сотрудники которого с апреля по октябрь 2022 года совершили 12 поездок в город.

### Факт-чекинги
- Фейк: Массовые жертвы среди мирного населения Киевской области — постановка. StopFake. Архивировано 6 июня 2023 года.
- Буча: почему приходится верить. Колезев.ру. Архивировано 4 апреля 2022 года.
- Буча. Разбираем российские версии. Медиазона (5 апреля 2022). Архивировано 31 мая 2022 года.
- Фото и видео убитых людей в Буче - не фейковые: фактчек DW. Deutsche Welle (5 апреля 2022). Архивировано 5 апреля 2022 года.
- Fact-checking Russian claims about Bucha killings. BBC.
- Fact Check: Russia Claims Massacre in Bucha 'Staged' by Ukraine. Newsweek.
- Резня в Буче: российские «факты» и реальные свидетельства. Bellingcat (16 апреля 2022). Архивировано 21 апреля 2022 года.